# Kallima lugens
Kallima lugens är en fjärilsart som beskrevs av Schultze 1912. Kallima lugens ingår i släktet Kallima och familjen praktfjärilar. Inga underarter finns listade i Catalogue of Life.